# Muldenhammer
Muldenhammer település Németországban, azon belül Szászország tartományban. Lakosainak száma 2872 fő (2023. december 31.). Muldenhammer Přebuz és Stříbrná községekkel határos.

## Földrajza
Muldenhammer Přebuz és Stříbrná községekkel határos.

### A község részei
Gottesberg
- Hammerbrücke
- Jägersgrün
- Morgenröthe-Rautenkranz (Morgenrötheval és Rautenkranzcal)
- Sachsengrund
- Schneckenstein
- Tannenbergsthal

## Története
2009. október 1-jen jött létre Morgenröthe-Rautenkranz, Tannenbergsthal és Hammerbrücke egyesítése révén.

## Népesség
A település népességének változása:
| Lakosok száma | 3193 | 3088 | 3055 | 2968 | 2887 | 2872 |
|               | 2014 | 2017 | 2019 | 2021 | 2022 | 2023 |

## Nevezetességei

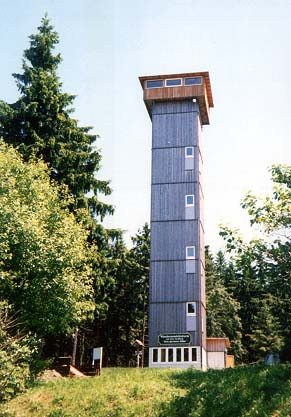
Az aschbergi torony

- A Schneckenstein szikla
- Az Aschberg

## Híres szülöttei
Sigmund Jähn (1937) német űrhajós